# Metro van Milaan
De Metro van Milaan (Italiaans: Metropolitana di Milano), is een zeer belangrijk onderdeel van het openbaar vervoer in de Lombardische hoofdstad met een net van vijf lijnen. De oudste lijn, M1, oftewel de rode lijn, werd op 1 november 1964 in gebruik genomen, de tot nu toe laatste lijn, lijn 4 of blauwe lijn, eind 2024. Het totale netwerk heeft, inclusief de verbindingssporen, een lengte van 111,8 km, maar wordt nog altijd uitgebreid. Milaan telt 125 metrostations en heeft 959 rijstellen tot haar beschikking. Het beheer van het metrosysteem is in handen van het Azienda Trasporti Milanesi (ATM). De Milanese metro rijdt dagelijks van 5:40 (eerste vertrek) tot 0:15 (laatste vertrek).

## Geschiedenis

Het in 1952 goedgekeurde netwerk

### Plannen
In 1857 kwam ingenieur Carlo Mira met een plan om riviertjes in de stad om te leiden en de rivierbeddingen te gebruiken als een vrije baan voor koetsen om daarmee het vervoersprobleem in de stad aan te pakken. Serieuzere voorstellen voor een metronetwerk kwamen begin twintigste eeuw. In de aanloop van de opening van de Simplontunnel en de daarmee samenhangende wereldtentoonstelling van 1906 werden verschillende voorstellen gedaan. Een voorstel betrof een ringspoorlijn op 9 km van het centrum met 8 stations. Deze stations zouden allemaal met een radiale metrolijn met het Domplein verbonden worden. Een ander voorstel betrof een oost-west lijn tussen Porta Vittoria en Porta Magenta, naast het tentoonstellingsterrein, via het Domplein. In 1912 volgde een derde voorstel, dit maal voor een ondergrondse lijn tussen Milaan en Monza. De gemeente Milaan nodigde daarop ondernemers uit om voor maart 1913 voorstellen in te dienen. In 1914 kwam een gemeentelijke jury tot het oordeel dat alleen een de verbinding Centrale FS – Cadorna FN haalbaar was. De Eerste Wereldoorlog zette een streep door de metroplannen. In 1926 werd een metronet voorgesteld dat tot ver buiten de stadsgrens zou reiken, van de 113 km werden slechts de 33 km in de stad goedgekeurd maar in 1933 kwamen de voorbereidingen tot staan. In 1942 lag er een ontwerp met vier radiale lijnen en een ringlijn, maar door de toenemende betrokkenheid van Italië bij de Tweede Wereldoorlog werd ook dit stilgelegd.

### Aanleg
In 1952 werd een nieuw project ingediend en vervolgens goedgekeurd. Op 6 oktober 1955 werd het Milanese metrobedrijf opgericht voor de aanleg en beheer van de metrolijnen in Milaan. De aanleg van de eerste twee lijnen, M1 en M2 werd geheel door de gemeente Milaan bekostigd. De bouw begon op 24 april 1957 bij de bouwwerf van station Buonarroti, van waar in beide richtingen werd gebouwd. In Milaan werd voor het eerst de wanden-dakmethode grootschalig toegepast zodat dit als Milanese methode bekend kwam te staan. De eerste 11,8 km van lijn 1 werd eind 1964 geopend waarop gestart werd met de bouw van lijn 2. De bouw van lijn 3 begon pas in 1981 nadat de bekostiging door het ministerie van Verkeer rond was. Deze lijn werd ten noorden van de Dom conform het plan van 1952 gebouwd. Ten zuiden van de Dom loopt de lijn echter in zuidoostelijke richting in plaats van naar het zuidwesten. Lijn 4 uit het plan is niet gebouwd maar het nummer werd wel aangehouden toen in juli 2007 werd begonnen met een nieuwe lijn naar het noorden. Deze lijn kreeg nummer 5 en werd op 10 februari 2013 geopend, vervolgens werd lijnnummer 4 toegekend aan een nieuwe oost-west verbinding langs de zuidrand van de binnenstad. De bouw van lijn 4 begon in januari 2015 maar omdat het niet mogelijk was om de lijn voor de Expo 2015 te openen werden de financiële middelen gebruikt om lijn 5 tot San Siro door te trekken hetgeen net voor de opening van de Expo werd gerealiseerd. Pas eind 2015 werd begonnen met de tunnelbouw in de binnenstad voor lijn 4. In 2018 werden de tunnels voltooid en kon de afbouw van de stations en sporen beginnen. Op 20 juli 2019 bereikte het net, inclusief de verbindingssporen, een lengte van 105 km en begonnen de proefritten op de drie oostelijkste stations van lijn 4. Op 31 mei 2021 zouden de eerste drie stations van lijn 4 worden geopend maar dat werd als gevolg van de coronapandemie uitgesteld tot 26 november 2022.
| Lijn   | Route                                                             | Opening | Laatste verlenging | Lengte   | Stations | Reizigers per dag | Reistijd |
| ------ | ----------------------------------------------------------------- | ------- | ------------------ | -------- | -------- | ----------------- | --- |
|        | Sesto 1º Maggio FS - Rho Fieramilano / Bisceglie                  | 1964    | 2005               | 26,9 km  | 38       | 501.480           | 46 min (Sesto - Rho) 39 min (Sesto - Bisceglie)                                                                       |
|        | Abbiategrasso / Assago Milanofiori Forum - Cologno Nord / Gessate | 1969    | 2011               | 39,4 km  | 35       | 473.620           | 42 min (Cologno – Abbiategrasso) 44 min (Cologno – Assago) 63 min (Gessate – Abbiategrasso) 65 min (Gessate – Assago) |
|        | San Donato - Comasina                                             | 1990    | 2011               | 17,1 km  | 21       | 306.460           | 31 min |
|        | Linate Aeroporto - San Cristoforo FS                              | 2022    | 2024               | 15,5 km  | 21       |                   | 12 min |
|        | Bignami - San Siro Stadio                                         | 2013    | 2015               | 12,9 km  | 19       | 111.440           | 24 min |
| Totaal | Totaal                                                            | Totaal  | Totaal             | 111,8 km | 134      | 1.393.000         | |

In het overzicht zijn de stations geteld per lijn zodat de 9 overstapstations dubbel zijn geteld.
De eerste metrolijn kent een stroomvoorziening met een derde rail, de lijnen 2 en 3 maken gebruik van bovenleiding. Lijn 5 en de later gebouwde lijn 4 worden met kleinprofiel automatische metro's bereden die eveneens gebruik maken van een derde rail voor de stroomvoorziening. De lijnen 1 en 2 kennen vertakkingen buiten het centrum, de nieuwere lijnen hebben die niet. De stations van de lijnen 4 en 5 zijn in verband met de automatische metro's allemaal voorzien van perrondeuren in een perronscherm. Twee andere ondergrondse trajecten zijn de 700 meter lange cabinetaxi van het station Gobba (M2) naar het ziekenhuis San Raffaele en de ondergrondse spoorverbinding onder het centrum, de Passante Ferroviario.

## Toekomst
Het tot 2015 gebouwde metronet bediende slechts een deel van de agglomeratie Milaan zodat vele woonwijken binnen Milaan niet zijn aangesloten op de metro. Om de zuidwestelijke en oostelijke woonwijken een aansluiting op de metro te bieden werd in 2015 begonnen met de aanleg van 15,2 km lange lijn 4. Met 21 stations verbindt deze lijn San Cristoforo met het internationale vliegveld Linate langs de zuidrand van het centrum. Het eilandbedrijf op de drie oostelijkste stations zou op 31 mei 2021 van start gaan, de lijn is sinds 12 oktober 2024 geheel operationeel. Voor de noordwestelijke en zuidelijke woonwijken staat lijn 6 op de tekentafel. Naast deze nieuwbouw projecten ligt er een voorstel voor de verlenging van de zuidtak van lijn 1 met drie stations aan de westkant. Aan de noordkant wordt lijn 1 met twee stations tot Monza verlengd. In het kader van de Olympische Winterspelen 2026 zal lijn 5 eveneens aan de noordkant worden verlengd tot Monza met meerdere stations in Monza zelf, waarmee de ondergrondse naar Monza alsnog gerealiseerd wordt.